# Austre Åmøy
Austre Åmøy är den östligaste delen av ön Åmøy i Stavangers kommun i Rogaland fylke i sydvästra Norge och utgör en del av stadsdelen Tasta i Stavangers kommun. Austre Åmøy är en egen valkrets.
Den totala ytan 3,68 km² och antalet invånare var år 2005 235. Förbindelsen till resten av Stavanger sker genom Rennfast och Randabergs kommun.
På Austre Åmøy finnes Sydvästnorges största koncentration av hällristningar. Som allt är det 15 fält över en sträcka på cirka 300 mter med tillsammans 1500 figurer, varav de flesta föreställer båtfigurer. 